# 波爾斯格羅夫 (伊利諾伊州)
波爾斯格羅夫（英語：Polsgrove）是位於美國伊利諾伊州卡洛爾縣的一個非建制地區。該地的面積和人口皆未知。

## 地理
波爾斯格羅夫的座標為42°10′16″N 90°01′25″W / 42.17111°N 90.02361°W，而該地的平均海拔高度為194米（即636英尺）。